# 281068 Chipolin
281068 Chipolin este o planetă minoră (asteroid), cu un diametru de 4,907 km, din centura de asteroizi. A fost descoperită pe 18 iulie 2006 la Lulin Observatory⁠(d) de Ye Quanzhi⁠(d). 
Obiectul prezintă o orbită caracterizată de o semiaxă mare de 3,1240826585965 UAi, o excentricitate de 0,08, o înclinație de 16,9 ° în raport cu ecliptica.